# Lovelys
러블리즈(영어: Lovelys)와 Yes Happy!는 오사카 위주로 활동하는 업프런트 그룹의 사내 컴퍼니 업프런트 칸사이에 소속된 일본의 2인조 여성 아이돌 그룹이다. 2023년 3월 27일을 기해 활동을 종료했다.

## 개요
같은 사무소인 행사에서 공연할 많은 미야자키 리오와 Yes Happy!(사야카, 코코로)의 3명으로 2013년에「Lovelys!!!」으로 결성. 유래는 당시 3명의 담당 매니저 아이노 마스미의 애칭(러블리)부터다. 동년 8월에 1st 원맨 라이브를 개최했다. 정식으로 결성한 뒤에도 2조는 각자의 활동을 병행했으며 공연 때에도 미야자키, Yes Happy! 각각의 출연인 경우도 있었다.
2014년 6월, 신멤버로 야키 사키가 가입하면서 이후에는 4인 체제「Lovelys!」표기가 된다. 요즘은 그룹으로서의 활동이 많아져 미야자키의 솔로 활동이나, Yes Happy! 활동이 감소했다.
2015년 4월 30일, 1st 앨범 Hello! girl!!을 발매.
2016년 4월, 코코로가 지병 악화를 이유로, Lovelys!!!!와의 활동을 휴지하고, 3인 체제되었다. 8월에는 TOKYO IDOL FESTIVAL에 출연.
동년 9월을 가지고, 사야카와 코코로가 그룹으로부터 졸업하고 두 체제되었다. 그 후, 11월 이벤트 내에서「Lovelys」로 표기 변경이 발표됐다. 또, 체제에서는 오리지날 곡은 크게 리레인지되고 있다.
2017년 9월 25일, 1st 앨범「RioSaki」를 발매.
2023년 3월 27일, 난바 Hatch에서「Lovelys LIVE TOUR 2023 ~언제나 여기서 기다릴께~」의 투어 파이널을 개최. 이 날 라스트 라이브를 기해 활동을 종료했다.

## 멤버
- 야키 사키 (八木沙季, 1993년 5월 31일 ~ ) - 최연장자
- 미야자키 리오 (宮崎梨緒, 1994년 8월 26일 ~ ) - 리더

### Yes Happy!(2013년~현재)
- 코코로 (こころ, 1988년 7월 11일 ~ )
- 사야카 (さやか, 1988년 9월 10일 ~ )

## 사이트 =
- (일본어) Yes Happy! - X

## 음악

### 앨범
1. Hello! girl!! (2015년 4월 30일)
2. RioSaki (2017년 9월 25일)

### 싱글
1. 戦う大人 (2019년 11월 20일)
  - 커플링 : 一発逆転 / ロンリネスロード
2. 既読無視警察 (2022년 1월 8일)
  - 커플링 : あと1分だけ!

### 착신 싱글
1. 今、キミに贈る歌 (2023년 3월 13일)
  - 커플링 : Be Ambitious〜夢の途中〜